# Виконавча влада в Україні
Виконавча влада в Україні — одна з конституційних гілок влади в Україні, поряд з законодавчою, самоврядною та судовою. Очолюється Кабінетом Міністрів України, якому підпорядковані усі інші центральні, регіональні та місцеві органи виконавчої влади держави.

## Система центральних органів виконавчої влади України
До системи центральних органів виконавчої влади (ЦОВВ) України входять міністерства, інші центральні органи виконавчої влади та центральні органи виконавчої влади зі спеціальним статусом.

### Міністерства
Міністерство є головним (провідним) органом у системі центральних органів виконавчої влади в забезпеченні впровадження державної політики у визначеній сфері діяльності. Міністр як член Кабінету Міністрів України особисто відповідає за розроблення і реалізацію державної політики, спрямовує і координує здійснення центральними органами виконавчої влади заходів з питань, віднесених до його відання, приймає рішення щодо розподілу відповідних бюджетних коштів. Не допускається прийняття актів Кабінету Міністрів України та утворених ним органів, внесення проєктів законів та актів Президента України з таких питань без погодження з відповідним міністром. Міністр на виконання вимог законодавства в межах наданих повноважень визначає політичні пріоритети та стратегічні напрями роботи міністерства та шляхи досягнення поставлених цілей. Порядок виконання обов'язків міністра в разі його тимчасової відсутності визначається Кабінетом Міністрів України.

### Центральні органи виконавчої влади (агентство, інспекція, служба)
Діяльність центральних органів виконавчої влади спрямовується і координується Прем'єр-міністром України або одним із віце-прем'єр-міністрів чи міністрів. Центральний орган виконавчої влади вносить пропозиції щодо формування державної політики відповідним членам Кабінету Міністрів України та забезпечує її реалізацію у визначеній сфері діяльності, здійснює управління в цій сфері, а також міжгалузеву координацію та функціональне регулювання з питань, віднесених до його відання. Центральний орган виконавчої влади очолює його голова.

### Центральні органи виконавчої влади зі спеціальним статусом
Центральний орган виконавчої влади зі спеціальним статусом має визначені Конституцією та законодавством України особливі завдання та повноваження, щодо нього може встановлюватись спеціальний порядок утворення, реорганізації, ліквідації, підконтрольності, підзвітності, а також призначення і звільнення керівників та вирішення інших питань. Центральний орган виконавчої влади зі спеціальним статусом очолює його голова.
Для забезпечення реалізації державної політики в особливо важливих сферах діяльності та державного управління ними у складі окремих центральних органів виконавчої влади зі спеціальним статусом у межах коштів, передбачених на їх утримання, можуть бути утворені департаменти (служби).
Утворення департаменту (служби), призначення на посаду і звільнення з посади його керівника та затвердження положення про департамент (службу) здійснює Президент України.
Найкращі представники серед державних службовців України щорічно обираються Національним агентством України з питань державної служби на всеукраїнському конкурсі «Кращий державний службовець».

## Юридичний статус
Центральні органи виконавчої влади діють на підставі положень, які затверджує Кабінет Міністрів України.
Статус керівників центральних органів виконавчої влади встановлюється положеннями про ці органи. Не допускається прирівняння будь-яких посад в органах виконавчої влади за статусом до членів Кабінету Міністрів України.
Керівників центральних органів виконавчої влади в установленому порядку призначає на посади Президент України за поданням Прем'єр-міністра України. Повноваження керівників центральних органів виконавчої влади на цих посадах припиняє Президент України.
20 жовтня 2011 Кабінет Міністрів України установив «Порядок здійснення заходів, пов'язаних з утворенням, реорганізацією або ліквідацією міністерств, інших центральних органів виконавчої влади»

## Фінансування
Фінансування видатків на забезпечення діяльності центральних органів виконавчої влади здійснюється за рахунок коштів Державного бюджету України.

## Чисельність і структура
Гранична чисельність працівників центральних органів виконавчої влади затверджується Кабінетом Міністрів України.
Структуру міністерства, а також структуру центрального органу виконавчої влади, діяльність якого спрямовує і координує міністр, затверджує відповідний міністр, структуру іншого центрального органу виконавчої влади затверджує його керівник, якщо інше не передбачено законом.
Працівників центральних апаратів міністерств призначають на посади та звільняють з посад відповідні міністри інших центральних органів виконавчої влади — їх керівники.
Штатний розпис, кошторис видатків іншого центрального органу виконавчої влади затверджує керівник цього органу за погодженням з Міністерством фінансів України. (Частина статті 3 в редакції Указу Президента N 345/2001)

## Територіальні органи
Центральні органи виконавчої влади можуть мати свої територіальні органи, що утворюються, реорганізовуються і ліквідовуються в порядку, встановленому законодавством.
Керівників територіальних органів міністерства призначає на посади та звільняє з посад у встановленому порядку міністр, іншого центрального органу виконавчої влади — керівник цього органу.

## Урядові органи державного управління
Кабінет Міністрів України в межах коштів, передбачених на утримання органів виконавчої влади, може утворювати урядові органи державного управління (департаменти, служби, інспекції). Ці органи утворюються і діють у складі відповідного центрального органу виконавчої влади.
Урядові органи державного управління здійснюють:
- управління окремими підгалузями або сферами діяльності;
- контрольно-наглядові функції;
- регулятивні та дозвільно-реєстраційні функції щодо фізичних і юридичних осіб.

Керівники урядових органів державного управління призначаються на посади та звільняються з посад Кабінетом Міністрів України за поданням керівника відповідного центрального органу виконавчої влади.
Положення про урядовий орган державного управління затверджується Кабінетом Міністрів України.
9 грудня 2010 Президент України Віктор Янукович доручив Кабінету Міністрів України «вжити заходів щодо ліквідації урядових органів в системі центральних органів виконавчої влади».